# Eccellenza 2022-2023 (rugby a 15 femminile)
L'Eccellenza 2022-23 fu il 32º campionato di rugby a 15 femminile di prima divisione organizzato dalla Federazione Italiana Rugby e il 39º assoluto.
Si tenne dal 20 novembre 2022 al 3 giugno 2023 tra 8 squadre che si affrontarono nella stagione regolare a girone unico per determinare le quattro formazioni da qualificare ai play-off'.
Tale nuova formula si inserì nel quadro di istituzione della seconda divisione, chiamata serie A in concomitanza con l'assunzione di Eccellenza della prima divisione.
L'Eccellenza 2022-23 si compose delle prime sei squadre del girone di merito 1 della prima divisione 2021-22, e delle migliori due del girone di merito 2; le altre furono destinate alla nuova serie A.
La trasmissione del torneo, per la prima volta coperto televisivamente, fu in carico a Sports Eleven.
A retrocedere in serie A fu Parabiago, sconfitto nell'ultima giornata dal fanalino di coda Red Panthers e da queste superato.
La finale, tenutasi per la terza edizione (completata) consecutiva tra Villorba e Valsugana, vide vincitrice quest'ultima per 28-3 nonostante lo svantaggio iniziale e l'espulsione di Vittoria Vecchini dopo mezz'ora di gioco; per le padovane si trattò del quinto scudetto e, più in generale, del ventottesimo scudetto al Veneto su trenta assegnati.
Il valore delle marcature, come stabilito da World Rugby nel 2017, è: 5 punti per ciascuna meta (7 se trasformata), 7 punti per la meta tecnica, 3 punti per la realizzazione di ciascun calcio piazzato, idem per il drop.

## Formula
La stagione regolare del torneo si svolge a girone unico.
Al termine della stagione regolare, la squadra prima classificata incontra in semifinale la quarta, mentre la seconda incontra la terza; le semifinali si tengono in gara doppia il 21 e 28 maggio 2023 con la miglior classificata avente diritto al ritorno in casa.
La finale, in campo neutro a discrezione della F.I.R., è in programma nel fine settimana del 3/4 giugno 2023. La squadra ultima classificata retrocede in Serie A.
Ai fini della classifica, per ogni partita sono previsti 4 punti per la vittoria, 2 per il pareggio e zero per la sconfitta; è inoltre previsto un punto di bonus alla squadra sconfitta con non più di sette punti di scarto, nonché alla o alle squadre che in un incontro realizzino quattro o più mete.

## Squadre partecipanti
- Capitolina (Roma)
- Colorno
- CUS Torino
- CUS Milano
- Parabiago
- Red Panthers (Treviso)
- Valsugana (Padova)
- Villorba

## Stagione regolare

### Risultati
| 20-11-2022 | 1ª/8ª giornata            | 29-1-2023 |
| ---------- | ------------------------- | --------- |
| 29-0       | Capitolina – Red Panthers | 29-0      |
| 28-17      | CUS Milano – Villorba     | 0-43      |
| 19-43      | CUS Torino – Valsugana    | 7-62      |
| 14-81      | Parabiago – Colorno       | 0-102     |
|            |                           |           |
| 11-12-2022 | 4ª/11ª giornata           | 26-2-2023 |
| 34-20      | Capitolina – CUS Milano   | 5-56      |
| 10-13      | Colorno – Valsugana       | 5-40      |
| 12-29      | Parabiago – CUS Torino    | 5-43      |
| 0-53       | Red Panthers – Villorba   | 0-81      |
|            |                           |           |
| 22-1-2023  | 7ª/14ª giornata           | 14-5-2023 |
| 56-7       | Colorno – Capitolina      | 43-5      |
| 0-59       | CUS Milano – Valsugana    | 31-12     |
| 13-12      | Parabiago – Red Panthers  | 5-27      |
| 43-0       | Villorba – CUS Torino     | 19-7      |

| 27-11-2022 | 2ª/9ª giornata            | 5-2-2023 |
| ---------- | ------------------------- | -------- |
| 48-12      | Colorno – CUS Torino      | 28-10    |
| 14-46      | Red Panthers – CUS Milano | 12-33    |
| 65-0       | Valsugana – Parabiago     | 114-0    |
| 36-0       | Villorba – Capitolina     | 36-15    |
|            |                           |          |
| 18-12-2022 | 5ª/12ª giornata           | 5-3-2023 |
| 20-10      | CUS Torino – CUS Milano   | 10-23    |
| 7-41       | Red Panthers – Colorno    | 5-31     |
| 43-0       | Valsugana – Capitolina    | 50-12    |
| 72-0       | Villorba – Parabiago      | 119-0    |

| 4-12-2022 | 3ª/10ª giornata           | 19-2-2023 |
| --------- | ------------------------- | --------- |
| 29-3      | CUS Milano – Parabiago    | 93-0      |
| 25-12     | CUS Torino – Capitolina   | 13-8      |
| 51-0      | Valsugana – Red Panthers  | 75-0      |
| 17-3      | Villorba – Colorno        | 21-14     |
|           |                           |           |
| 15-1-2023 | 6ª/13ª giornata           | 12-3-2023 |
| 55-10     | Capitolina – Parabiago    | 22-10     |
| 5-27      | CUS Milano – Colorno      | 10-18     |
| 36-0      | CUS Torino – Red Panthers | 36-17     |
| 5-3       | Valsugana – Villorba      | 16-10     |

### Classifica
| Pos | Squadra      | G  | V  | N | P  | PF  | PS  | DP   | BMP | Pt |
| --- | ------------ | -- | -- | - | -- | --- | --- | ---- | --- | -- |
| 1   | Valsugana    | 14 | 13 | 0 | 1  | 648 | 97  | +551 | 10  | 62 |
| 2   | Villorba     | 14 | 11 | 0 | 3  | 570 | 88  | +482 | 10  | 54 |
| 3   | Colorno      | 14 | 10 | 0 | 4  | 505 | 166 | +339 | 10  | 50 |
| 4   | CUS Milano   | 14 | 8  | 0 | 6  | 384 | 274 | +110 | 7   | 39 |
| 5   | CUS Torino   | 14 | 7  | 0 | 7  | 267 | 330 | −63  | 5   | 33 |
| 6   | Capitolina   | 14 | 5  | 0 | 9  | 233 | 396 | −163 | 6   | 26 |
| 7   | Red Panthers | 14 | 1  | 0 | 13 | 94  | 559 | −465 | 2   | 6  |
| 8   | Parabiago    | 14 | 1  | 0 | 13 | 72  | 863 | −791 | 0   | 4  |

## Play-off
|  | Semifinali | Semifinali | Semifinali | Semifinali |  |  | Finale    | Finale    | Finale    |  |
|  |            |            |            |            |  |  |           |           |           |  |
|  | 4          | CUS Milano | 10         | 7          |  |  |           |           |           |  |
|  | 1          | Valsugana  | 33         | 36         |  |  | Valsugana | Valsugana | Valsugana |  |
|  | 3          | Colorno    | 17         | 0          |  |  | Villorba  | Villorba  | Villorba  |  |
|  | 2          | Villorba   | 19         | 10         |  |  |           |           |           |  |

### Semifinali
| Arbitro: | Lorenzo D. Sacchetto (Rovigo) |

|              |      |                                                             |
| Magatti 71’  | mt   | 22’ Ravani 43’, 48’ V. Ostuni Minuzzi 51’ Margotti 77’ Duca |
| Paganini 71’ | tr   | 43’, 48’, 51’, 77’ Sillari                                  |
| Paganini 20’ | c.p. |                                                             |

| Arbitro: | Clara Munarini (Parma) |

|                                   |    |                      |
| Ippolito 18’ tecnica 32’ Buso 34’ | mt | 22’, 60’, 79’ D’Incà |
|                                   | tr | 22’, 60’ Capomaggi   |

| Arbitro: | Lauren Jenner (Treviso) |

|               |      |  |
| Capomaggi 69’ | mt   |  |
| Capomaggi 69’ | tr   |  |
| Capomaggi 63’ | c.p. |  |

| Arbitro: | Luigi Palombi (Perugia) |

|                                                                  |    |              |
| Ostuni Minuzzi 25’, 51’, 78’ Tonellotto 44’ Folli 49’ Rigoni 63’ | mt | 73’ Logoteta |
| Sillari 25’, 44’, 49’                                            | tr | 73’ Paganini |

### Finale
| Arbitro: | Clara Munarini (Parma) |

| |              | |
| S. Stefan 40’, 66’ Rigoni 52’ V. Ostuni Minuzzi 62’ | mt           | |
| Sillari 40’, 52’, 62’, 66’ | tr           | |
| | c.p.         | 28’ Capomaggi |
| · V. Ostuni Minuzzi · 14’ Vittadello · Sillari · 60’ Rigoni · 60’ Cheval · 73’ Stevanin · 73’ S. Stefan · 67’ Maris · 15’ 21’ 28’ Vecchini · 67’ Gai · Duca · Della Sala · Margotti · 73’ Tonellotto · Giordano | Formazioni   | · Capomaggi 63’ · D’Incà 22’ · Cipolla · Muzzo 68’ · Bonotto · M. Cavina · Barattin · Stecca 73’ · Puppin 67’ · Casagrande 2’ · Frangipani 67’ · Pin · Bragante · Gurioli 74’ · Zanette |
| · 15’ 21’ 27’ Cerato · 60’ Folli · 67’ Fortuna · 67’ Jeni · 67’ Ravani · 73’ Benini · 73’ Bitonci · 73’ Settembri                                                                                               | Sostituzioni | · Simeon 2’ · Stefanini 22’ · De Fato 63’ · Bonfiglio 67’ · Boso 67’ · Brugnerotto 68’ · Crivellaro 73’ · Magini 74’                                                                    |
| Nicola Bezzati | Allenatori   | Michela Tondinelli |

## Verdetti
- Valsugana: campione d'Italia
- Parabiago: retrocessa in Serie A 2023-24